# 高松琴平電気鉄道11000形電車
高松琴平電気鉄道11000形電車（たかまつことひらでんきてつどう11000がたでんしゃ）は、かつて高松琴平電気鉄道に在籍した電車である。

## 概要
もと運輸通信省（国有鉄道）ワフ25000形（有蓋緩急車）で、1947年（昭和22年）に購入し、1948年（昭和23年）に竣工した。二軸制御客車で、1110、1120、1130、1140、1150、1160の6両が在籍したが、戦後の混乱が落ち着いた1953年（昭和28年）までに廃車になった。旧番は、ワフ25204, 25223, 25373, 25409, 25577, 25904。
日本国内の鉄道事業者において、二軸貨車を旅客車両に改造した例は、トロッコ列車のようなイベント目的以外では、大変珍しい。この改造は、第二次世界大戦敗戦直後に生じた輸送力の不足を補うために行われたものである。電車で二軸貨車を牽引する運転方式は、他の鉄道事業者でも多数行われていたが、あえて運転台付きの制御車とされたのは、最初から電車運転で開業した高松琴平電気鉄道では、機関車運転に必要な機回し線などの設備がなかったためである。
改造は琴平町の鉄工所で実施された。元々1人分のスペースしかなかった車掌室に運転機器を取り付けて運転台に改造。また、貨物室に窓をつけ客室とし、貨物扉部分にそれより一回り小さい旅客乗降用の扉（外吊り式・片開き）を取りつけた。軌間が異なるため改軌工事が施工された。種車は、もともと長軸の車軸を装備した車両であったため、軌間1,435mmに対応した車軸への交換で実施されている。
1段リンクの軸ばね吊り受けは改造されなかったが、一部車両は後年、01形（志度線の前身である東讃電気軌道の引き継ぎ車）に使用していた単台車に交換した。いずれにしても、乗り心地は非常に悪かったと伝えられている。また琴電の社史『60年のあゆみ』（1970年）には「乗客を貨物扱いするのか」と一般から批判があったという記述がある。
電動車の1000形や3000形の前後に連結して使用された。1948年8月2日に運輸省から使用認可が下りたが、その後10月13日に運用に当たっての留意事項が運輸省より通達として下されている。それによると、運行速度は直線区間で65km/hを超えないこととされていた。なお、実際に旅客車として使われたのは1951年（昭和26年）までの約3年半である。
廃車後も、車体は仏生山工場や瓦町変電所で物置として使われていた。大部分が1970年代までに姿を消しているが、瓦町変電所に存在した1両分は1991年（平成3年）に瓦町駅再開発計画が着工されるまで現存していた。
なお、無蓋貨車13000形1310・1320（仏生山駅構内北側に長期間留置）も、当形式と同時期に旅客車に改造する構想があった。また、長尾線でも終戦直後に電動貨車の30形（初代）（長尾線の前身である高松電気軌道の引き継ぎ車）を旅客輸送に使用していた時期がある。